# Våbenstilstandsdagen
Våbenstilstandsdagen er en mærkedag, der afholdes den 11. november for at fejre underskrivelsen af våbenstilstanden i 1918 mellem de krigsførende parter i Første Verdenskrig og krigens afslutning. 
Krigshandlingerne på Vestfronten ophørte klokken 11 den 11. november 1918 - ”den ellevte time af den ellevte dag i den ellevte måned”. 
Dagen fejres i Storbritannien og Commonwealth, i USA og i en del europæiske lande. 